# Pomorzanka
Pomorzanka – część wsi Posejanka w Polsce położona w województwie podlaskim, w powiecie sejneńskim, w gminie Sejny.